# مستشفى الساحل (بيروت)
مستشفى الساحل في بيروت يقع في الضاحية الجنوبية في حارة حريك.

## شهرة
في 21 من شهر سبتمبر/أيلول 2024، أشار دانيال هاغاري، المتحدث باسم الجيش الإسرائيلي إلى المستشفى في تصريح له، حيث ادعى أن هناك ملجأ تحت المستشفى تابع لحزب الله. وادعى أن هذا الملجأ يحتوي على أموال كثيرة تصل قيمتها إلى نصف مليار دولار على الأقل، مخصصة لشراء الأسلحة ولتمويل نشاطات حزب الله. 
وقد نفت إدارة المستشفى هذه الادعاءات، مؤكدة أن موظفي المستشفى يهتمون فقط بمعالجة المرضى.